# Contea di Grant (Dakota del Nord)
La contea di Grant in inglese Grant County è una contea dello Stato del Dakota del Nord, negli Stati Uniti. La popolazione al censimento del 2000 era di 2 841 abitanti. Il capoluogo di contea è Carson.